# Xbox Game Studios
Xbox Game Studios (trước đây gọi là Microsoft Studios, Microsoft Game Studios và Microsoft Games)  là hãng phát hành trò chơi điện tử của Mỹ tại Redmond, Washington. Bộ phận này được thành lập vào tháng 3 năm 2000, tách ra từ một nhóm trò chơi nội bộ, để phát triển và xuất bản trò chơi điện tử cho Microsoft Windows. Kể từ đó, nó đã mở rộng để bao gồm các trò chơi và giải trí tương tác khác cho nền tảng Xbox cùng tên, các hệ điều hành máy tính để bàn khác, Windows Mobile và các nền tảng di động khác cũng như các cổng dựa trên web.
Xbox Game Studios, cùng với ZeniMax Media và Activision Blizzard, là một phần của bộ phận Microsoft Gaming do tổng giám đốc điều hành của bộ phận Phil Spencer lãnh đạo.

## Các studio
| Tên                          | Trụ sở chính             | Thành lập | Mua  | Ghi chú                                                                                     |
| ---------------------------- | ------------------------ | --------- | ---- | ------------------------------------------------------------------------------------------- |
| 343 Industries               | Redmond, Washington      | 2007      | —    | Halo                                                                                        |
| The Coalition                | Vancouver                | 2010      | —    | Gears of War                                                                                |
| Compulsion Games             | Montreal                 | 2009      | 2018 | Contrast, We Happy Few, South of Midnight                                                   |
| Double Fine                  | San Francisco            | 2000      | 2019 | Psychonauts, Brütal Legend, Broken Age                                                      |
| The Initiative               | Santa Monica, California | 2018      | —    | Perfect Dark                                                                                |
| inXile Entertainment         | Tustin, California       | 2002      | 2018 | The Bard's Tale, Wasteland, Hunted: The Demon's Forge, Clockwork Revolution                 |
| Mojang Studios               | Stockholm                | 2009      | 2014 | Minecraft                                                                                   |
| Ninja Theory                 | Cambridge                | 2000      | 2018 | Hellblade, Bleeding Edge, Kung Fu Chaos                                                     |
| Obsidian Entertainment       | Irvine, California       | 2003      | 2018 | Pillars of Eternity, The Outer Worlds, Grounded, Pentiment                                  |
| Playground Games             | Leamington Spa           | 2010      | 2018 | Forza Horizon, Fable                                                                        |
| Rare                         | Twycross                 | 1985      | 2002 | Banjo-Kazooie, Conker, Battletoads, Perfect Dark, Killer Instinct, Sea of Thieves, Everwild |
| Turn 10 Studios              | Redmond, Washington      | 2001      | —    | Forza Motorsport                                                                            |
| Undead Labs                  | Seattle                  | 2009      | 2018 | State of Decay                                                                              |
| World's Edge                 | Redmond, Washington      | 2019      | —    | Age of Empires                                                                              |
| Xbox Game Studios Publishing | Redmond, Washington      | 2000      | —    | —                                                                                           |

### Trước đây
Đã bán hoặc tách ra
- Access Software/Salt Lake Games Studio/Indie Games — Loạt Links  — Được bán cho Take-Two Interactive
- Bungie — Loạt Halo — Tách ra vào năm 2007[1]
- Lift London —  Bị loại khỏi hoạt động kinh doanh trò chơi của Microsoft vào năm 2019[2]
- Twisted Pixel Games — The Gunstringer, LocoCycle, The Maw, 'Splosion Man — Tách ra vào năm 2015
- WingNut Interactive — Studio games liên doanh của Peter Jackson — Đã bán cho WingNut Films[3][4]

Đóng cửa hoặc hợp nhất
- Aces Game Studio — Loạt Microsoft Flight Simulator  — Đã đóng
- BigPark — Kinect Joy Ride, Joy Ride Turbo — Hợp nhất
- Carbonated Games — Đã đóng
- Digital Anvil — Brute Force, Freelancer — Hợp nhất[5]
- Ensemble Studios — Loạt Age of Empires, loạt Age of Mythology, Halo Wars — Đã đóng
- FASA Studio — Loạt MechWarrior, Shadowrun, loạt Crimson Skies  — Đã đóng
- Good Science Studio — Kinect Adventures, Kinect Fun Labs, Kinect Star Wars — Hợp nhất
- Hired Gun — Bản PC Halo 2  — Hợp nhất[6]
- Lionhead Studios — Loạt Fable, loạt Black & White series — Đã đóng
- Microsoft Studios Japan — Phantom Dust  — Đã đóng
- Microsoft Studios Victoria — Đã đóng
- Press Play — Max: The Curse of Brotherhood, Kalimba — Đã đóng
- Team Dakota — Project Spark — Hợp nhất
- Xbox Entertainment Studios — Đã đóng cửa
- Xbox Live Productions — Hợp nhất